# Saint-Georges-de-Gréhaigne
Saint-Georges-de-Gréhaigne är en kommun i departementet Ille-et-Vilaine i regionen Bretagne i nordvästra Frankrike. Kommunen ligger i kantonen Pleine-Fougères som tillhör arrondissementet Saint-Malo. År 2022 hade Saint-Georges-de-Gréhaigne 377 invånare.

## Befolkningsutveckling
Antalet invånare i kommunen Saint-Georges-de-Gréhaigne
Referens:INSEE